# Jadrolinija
Ядролінія (хорв. Jadrolinija) — хорватська державна судноплавна компанія, головним завданням якої є сполучення численних хорватських островів із материком шляхом здійснення регулярних перевезень пасажирів і вантажів. Компанія здебільшого експлуатує автомобільні пороми на внутрішніх маршрутах уздовж узбережжя Хорватії та міжнародних шляхах через Адріатичне море в Італію (до портів в Анконі та Барі). Найбільший морський пасажирський перевізник країни (станом на 2015). 

## Історія
Заснована в Рієці 20 січня 1947 року постановою уряду Федеративної Народної Республіки Югославії під назвою «Jadranska linijska plovidba». Їй тоді було надано 41 корабель, але більшість з них не була готова до негайної роботи.
Її попередницею була пароплавна компанія «Jadranska plovidba d.d.» із Сушака, яка виникла 1922 року як правонаступниця різних менших судноплавних компаній, які діяли уздовж узбережжя Хорватії з 1872 року. Тоді новоутворене пароплавство отримало в розпорядження 79 кораблів. Проте навігацію утруднювала та обставина, що частина узбережжя все ще перебувала під італійською окупацією. Так, навіть у 1923 році пароплави відходили не зі Сушака, а з Бакара, який сполучався із Загребом залізницею через Шкрлєво. 1 червня 1923 року з Бакара було встановлено перші регулярні морські маршрути, серед них — дві швидкісні лінії в Далмацію: Бакар—Котор і Бакар—Меткович, де судна курсували двічі на тиждень. Після 1924 року «Jadranska plovidba» ввела і чотири щотижневі прибережні маршрути, призначені головним чином для туристів, які почали повертатися в Адріатику після Першої світової війни: Сушак—Котор, Сушак—Меткович, Спліт—Дубровник та пасажирсько-вантажна лінія Сушак—Котор. За межі держави пароплави ходили за такими напрямками: Сушак—Патри (раз на тиждень), Сушак—Трієст—Пірей—Салоніки (двічі на тиждень) і Меткович—Трієст (раз на тиждень).
Упродовж Другої світової війни «Jadranska plovidba d.d.» із Сушака втратила 41 судно загальною водотоннажністю 18 638 реєстрових тонн, зустрівши кінець війни лише з 13 кораблями загальною тоннажністю 4 587 реєстрових тонн.
Під час війни Хорватії за незалежність «Ядролінія» перш за все зосередилася на евакуації громадян із постраждалих від війни місцевостей. Попри те, що інтенсивність ведення війни не була однаковою у різних районах, морське сполучення пожвавилося повсюди. У проміжку з 1991 по 1995 рік компанія втратила багато суден, як і чудових моряків, відкриваючи лінії з огляду на потреби населення навіть там, де це було майже неможливо.

## Поточний стан
«Jadrolinija» оперує флотом у 55 суден: трьома великими поромами під назвами «Дубровник», «Марко Поло» і «Задар», які використовуються на дальніх і міжнародних маршрутах, 37 меншими поромами, залученими до місцевого пасажирського сполучення, вісьмома катамаранами, одним гідробусом і п'ятьма традиційними кораблями. Загальна вантажопідйомність флоту становить 3600 транспортних засобів і 27 540 пасажирів. 2007 року «Ядролінія» перевезла загалом 9,4 мільйона пасажирів та 2,4 мільйона автомобілів.
У 2014 році її кораблі перевезли 9 981 949 пасажирів і 2 530 414 транспортних засобів.

## Плавзасоби і маршрути
| Корабель         | Збудований | Надійшов на службу | Напрямок                                                 |
| ---------------- | ---------- | ------------------ | -------------------------------------------------------- |
| Adriana          | 1990       | 1998               | Спліт—Хвар—Вела Лука—Убле                                |
| Bartol Kašić     | 1989       | 1989               | Вела Лука—Убле                                           |
| Biokovo          | 2009       | 2009               | Спліт—Рогач                                              |
| Bol              | 2005       | 2008               | Брестова—Порозина                                        |
| Brestova         | 1985       | 1999               | Малий Лошинь                                             |
| Cres             | 2005       | 2005               | Кралєвиця                                                |
| Dubravka         | 1991       | 2001               | Малий Лошинь—Сусак—Уніє—Мартинщиця—Црес—Рієка            |
| Dubrovnik        | 1979       | 1996               | Дубровник—Барі; Бар—Барі                                 |
| Hanibal Lucić    | 1993       | 1994               | Дубровник—Лопуд—Шипан—Суджурадж                          |
| Hrvat            | 2007       | 2007               | Спліт—Супетар                                            |
| Ilovik           | 2006       | 2007               | Валбиска—Мераг                                           |
| Jadran           | 2010       | 2010               | Задар—Преко                                              |
| Judita           | 1990       | 2001               | Корчула—(Приградиця)—Хвар—Спліт                          |
| Juraj Dalmatinac | 2007       | 2007               | Спліт—Старий Град/Спліт—Супетар                          |
| Karolina         | 1989       | 2004               | Спліт—Бол—Єлса                                           |
| Kijevo           | 1997       | 1997               | Біоград—Ткон                                             |
| Korčula          | 2007       | 2008               | Спліт—Вела Лука—Убле                                     |
| Laslovo          | 1997       | 1997               | Дрвеник—Сучурай                                          |
| Lastovo          | 1969       | 1978               | Задар—Іст—Олиб—Силба—Премуда—Малий Лошинь                |
| Lošinjanka       | 1969       | 1969               | Шибеник—Зларин—Капріє—Жир'є                              |
| Lubenice         | 1989       | 1998               | Прапратно—Собра                                          |
| Marjan           | 2005       | 2005               | Спліт—Супетар                                            |
| Marko Polo       | 1973       | 1988               | Спліт—Анкона                                             |
| Mate Balota      | 1988       | 1988               | Задар—Іж—Рава—Мала Рава                                  |
| Novalja          | 1991       | 2004               | Рієка—Раб—Новаля                                         |
| Olea             | 1981       | 1991               | Ремонт Пунат                                             |
| Pelješčanka      | 1971       | 1971               | Макарська—Сумартин                                       |
| Petar Hektorović | 1989       | 1999               | Спліт—Вис                                                |
| Postira          | 1963       | 1963               | Дубровник—Колочеп—Лопуд—Суджурадж—Шипанська Лука         |
| Premuda          | 1957       | 1957               | Малий Лошинь—Веле Сракане—Уніє—Іловик—Сусак—Малий Лошинь |
| Prizna           | 1970       | 1991               | Призна—Жиглєн                                            |
| Silba            | 1990       | 1998               | Задар—Молат—Іст                                          |
| Sis              | 1974       | 1997               | Задар—Преко                                              |
| Ston             | 1997       | 1997               | Дрвеник—Сучурай                                          |
| Supetar          | 2004       | 2004               | Призна—Жиглєн                                            |
| Sveti Juraj      | 1980       | 1991               | Задар—Ривань—Сеструнь—Зверинаць—Молат                    |
| Sveti Krševan    | 2004       | 2004               | Оребич—Домінче                                           |
| Šoltanka         | 1971       | 1971               | Трогір—Сегет-Доній—Дрвеник-Малий—Дрвеник-Велий—Спліт     |
| Tijat            | 1955       | 1955               | Шибеник—Зларин—Првич-Лука—Шепурине—Водиці                |
| Tin Ujević       | 2002       | 2003               | Спліт—Старий Град/Спліт—Супетар                          |
| Valun            | 1983       | 1998               | Спліт—Супетар                                            |
| Vladimir Nazor   | 1986       | 1986               | Малий Лошинь                                             |
| Zadar            | 1993       | 2004               | Задар—Анкона                                             |

## Галерея

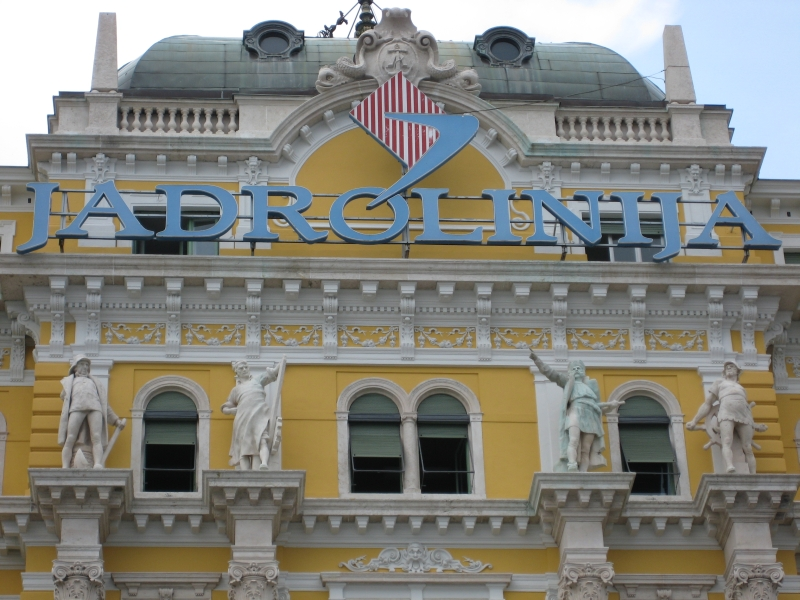
Торгова марка «Ядролінії»
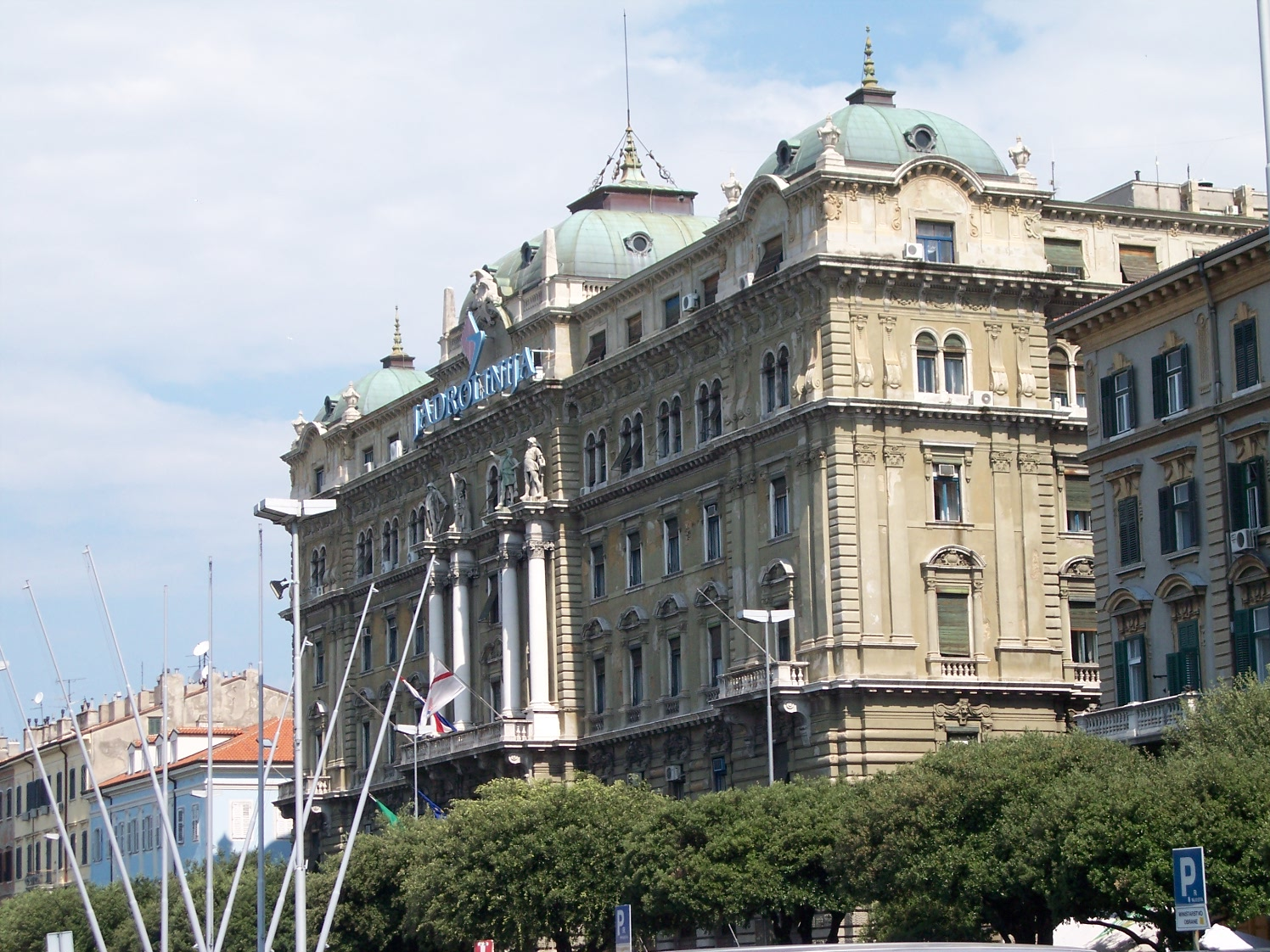
Адміністративна будівля компанії в Рієці
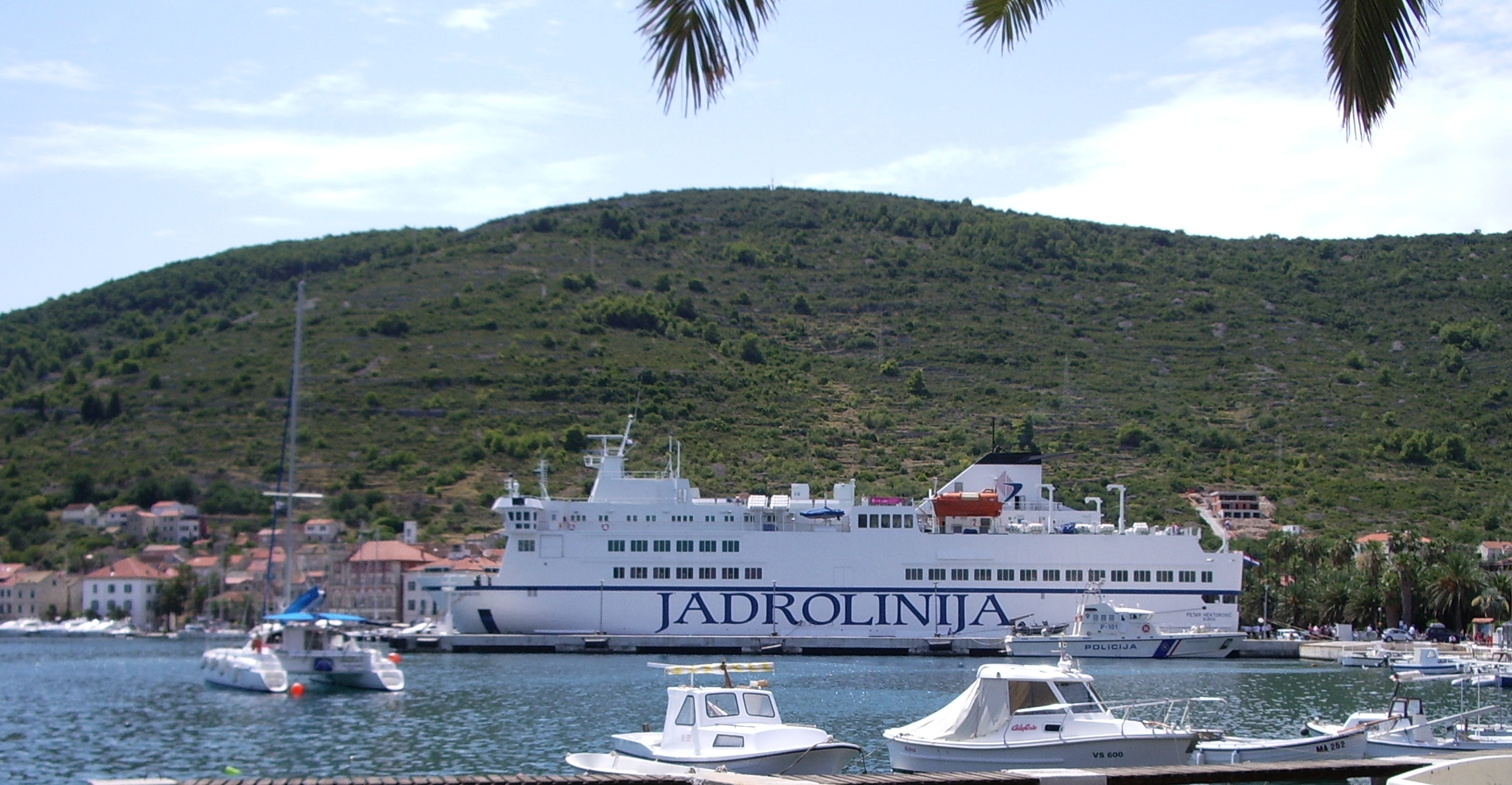
«Петар Гекторович» у порту Виса
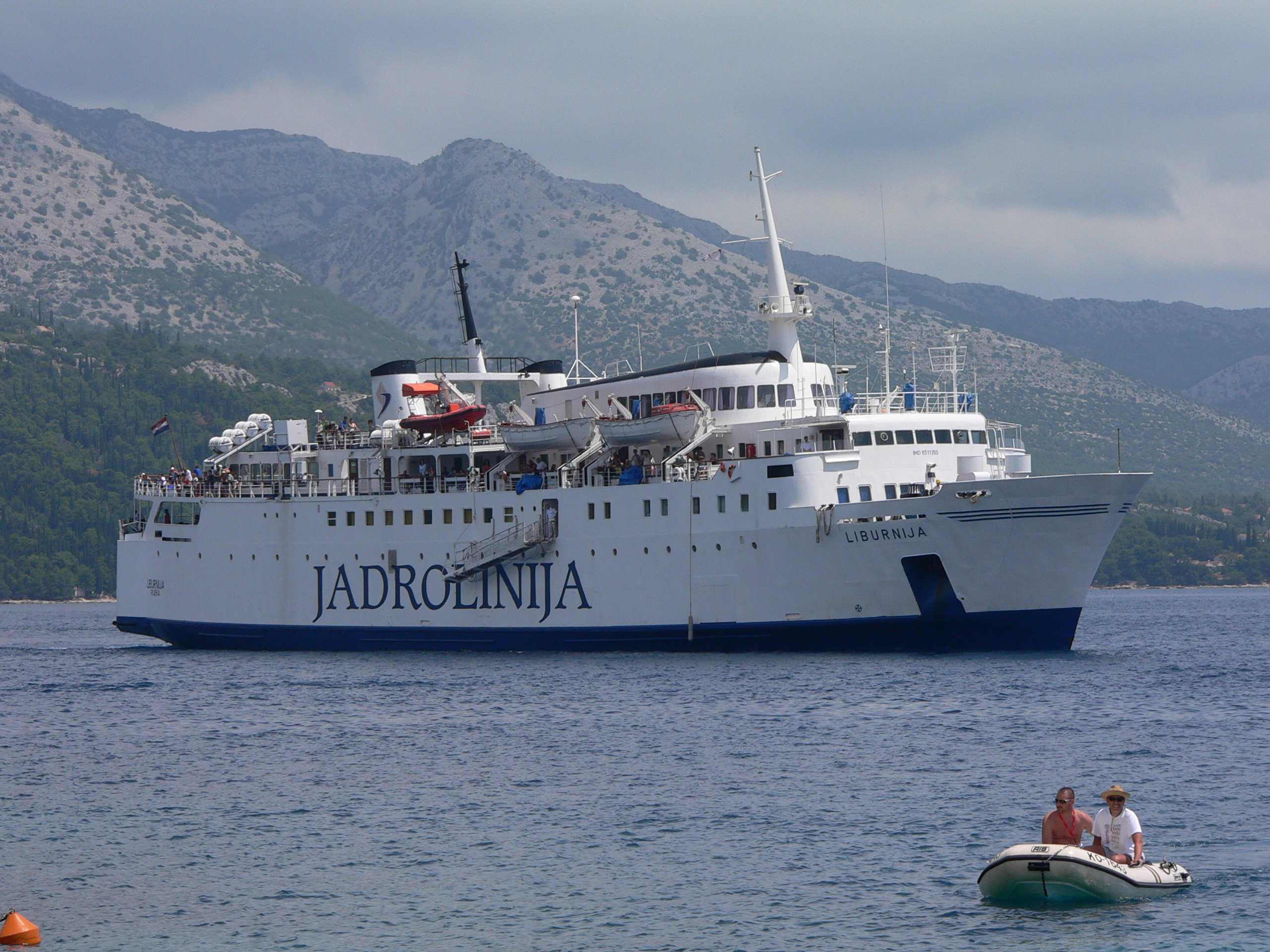
Пором «Лібурнія», сфотографований біля Корчули
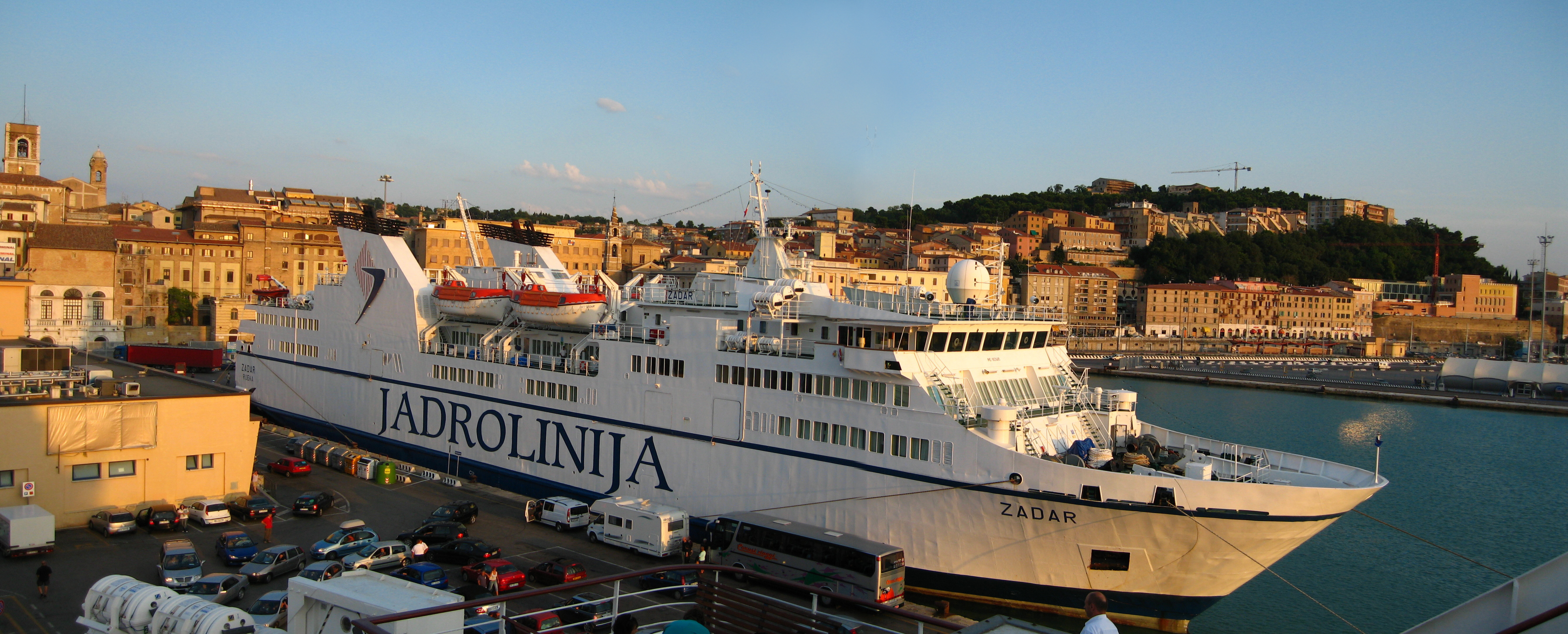
Пором «Задар» у порту Анкони
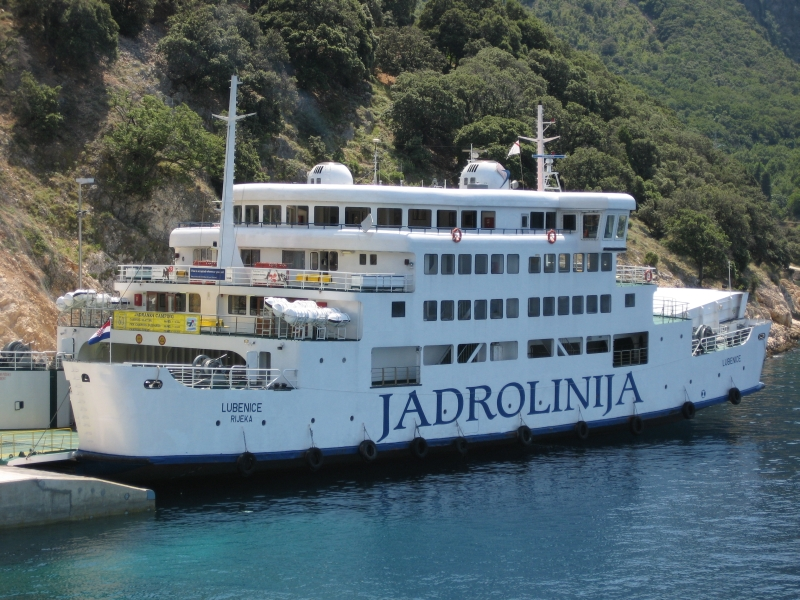
Пором «Любенице» у Мерагу
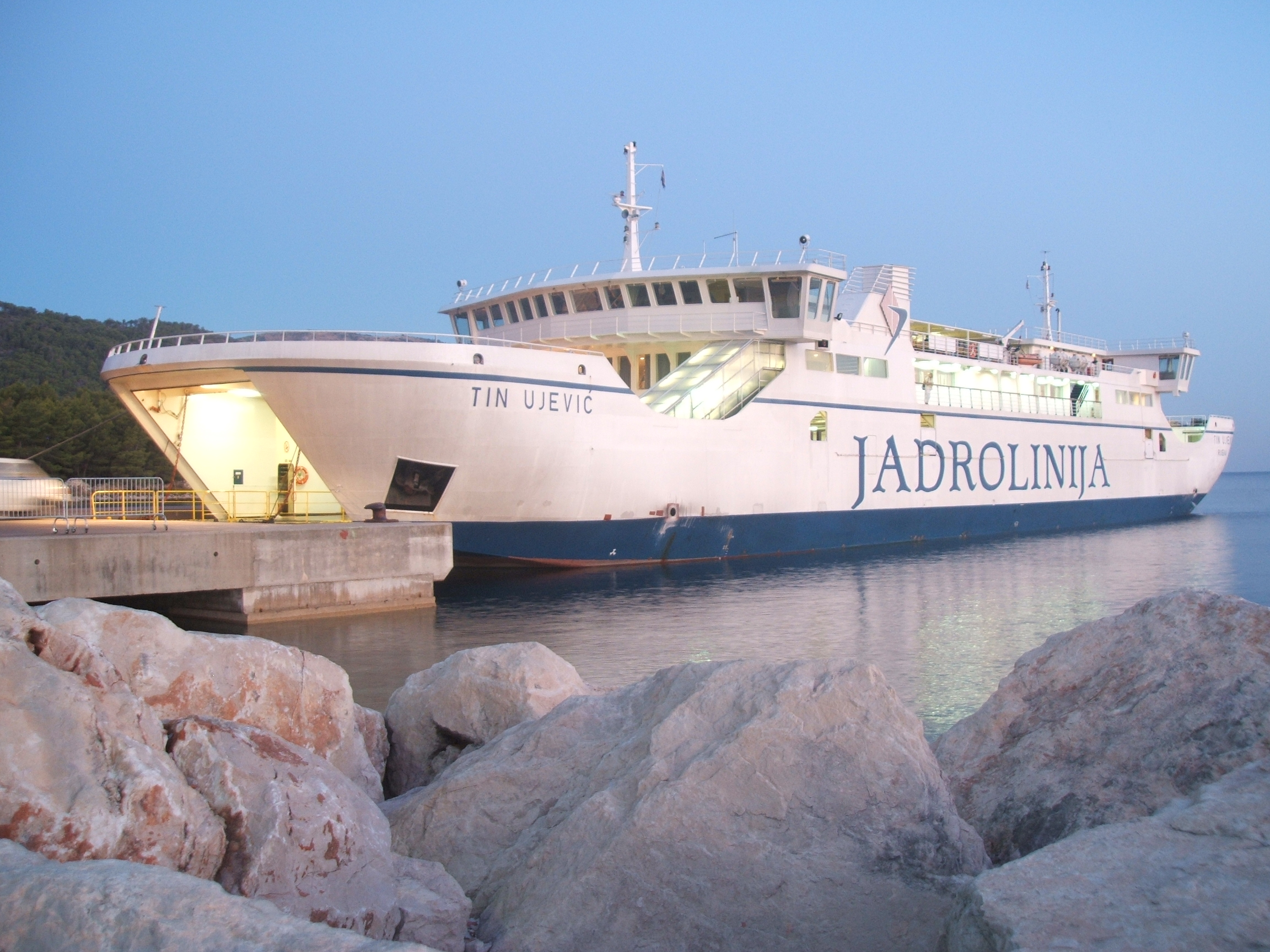
Пором «Тин Уєвич» у Старому Граді на Хварі
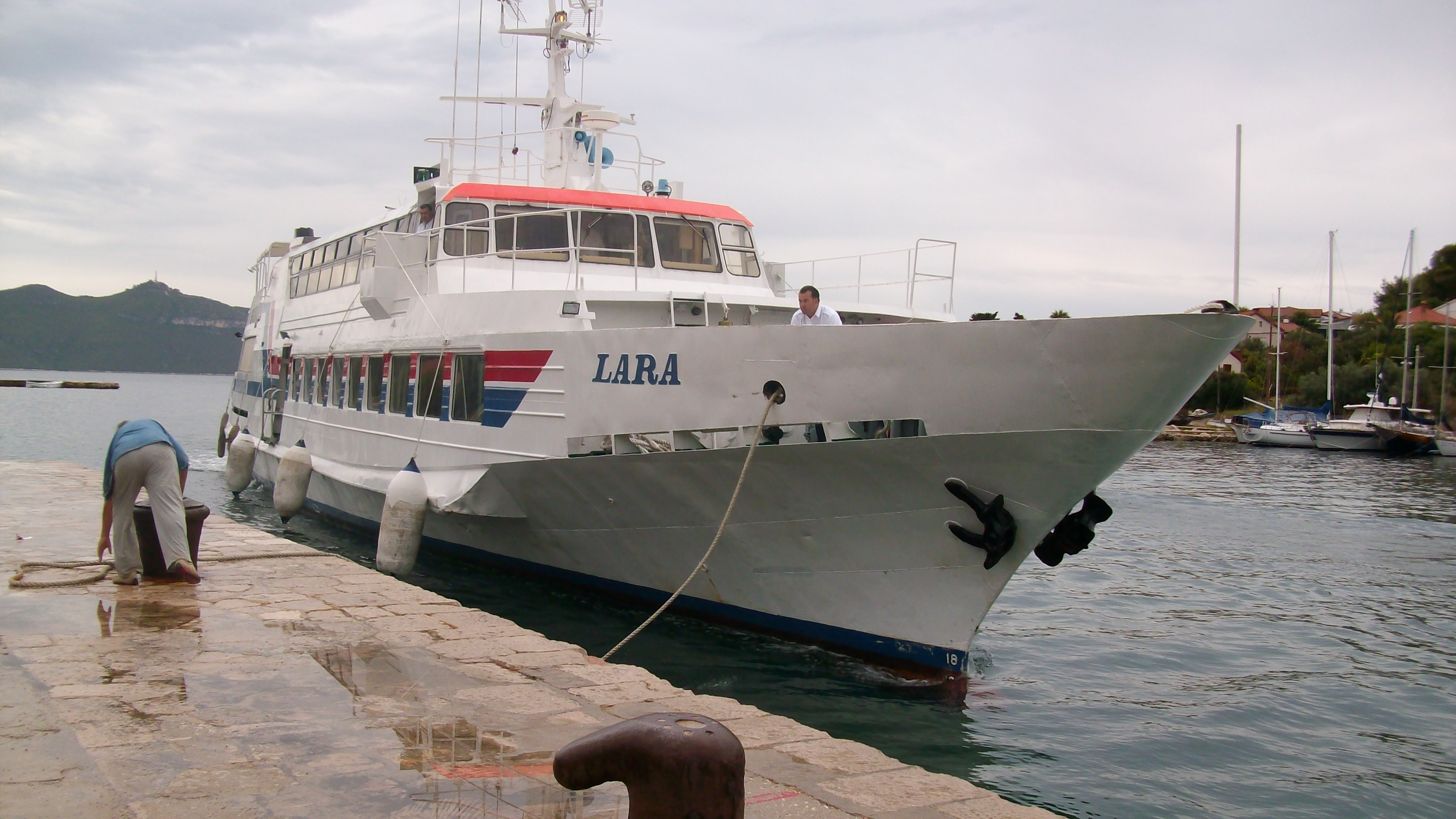
Корабель «Лара» на Раві